# Westfalenterrier
Westfalenterrier är en hundras från Tyskland. Rasen började utvecklas under 1970-talet med korsningar mellan tysk jaktterrier och lakelandterrier samt foxterrier. Rasen är inte erkänd av Fédération Cynologique Internationale (FCI) men är nationellt erkänd av den tyska kennelklubben Verband für das Deutsche Hundewesen (VDH)